# Engelbert von Nordhausen
Engelbert von Nordhausen (* 2. Januar 1948 in Schmölln) ist ein deutscher Schauspieler und Synchronsprecher. Seine Stimme ist vor allem als Feststimme der Schauspieler Samuel L. Jackson und Bill Cosby bekannt.

## Leben
Engelbert von Nordhausen wuchs in West-Berlin auf. Nach einer Lehre zum Einzelhandelskaufmann entschied er sich 1966 um und begann eine Schauspielausbildung. Drei Jahre später hatte er an der Landesbühne Iserlohn sein erstes Engagement. Seine weiteren Stationen waren Saarbrücken, die Freie Volksbühne Berlin und das Deutsche Schauspielhaus in Hamburg. 1980 holte ihn Heribert Sasse an das Berliner Renaissance-Theater.
Auch in Film und Fernsehen tritt er gelegentlich auf, so z. B. in den Filmen Fabian (1980) und Palace (1985) oder in der ARD-Vorabendserie Praxis Bülowbogen. Darüber hinaus ist er bei der RTL-Seifenoper Gute Zeiten, schlechte Zeiten, in der er bereits mehrere Gastrollen gespielt hat.
In den 1970ern begann Engelbert von Nordhausen seine Tätigkeit als Synchronsprecher, seit 1988 führt er auch Synchronregie und schreibt Dialogbücher. Er lieh über Jahre hinweg Hauptrollen in bekannten Fernsehserien seine Stimme, darunter Bill Cosby als Familienvater in Die Bill Cosby Show und Raymond Burr als Staranwalt Perry Mason. Auch die Zeichentrickfiguren Fred Feuerstein (Familie Feuerstein-Serien und Ableger), Quack, der Bruchpilot (DuckTales – Neues aus Entenhausen / Darkwing Duck / Raw Toonage – Kunterbuntes aus der Trickkiste) und Gantu (Lilo & Stitch-Filme und Serien) hat er synchronisiert. Er sprach in mehr als 1.000 Filmen, u. a. Gene Hackman (z. B. in Schneller als der Tod), Jon Voight (Anaconda, Der Regenmacher) und hat sich als Standardstimme für Samuel L. Jackson etabliert (z. B. Shaft – Noch Fragen?, Unbreakable – Unzerbrechlich, xXx – Triple X).
Er spricht Hörbücher ein, beispielsweise Wolfgang Schorlaus Krimi Die blaue Liste. Ferner ist von Nordhausen Hauptkommentarsprecher für Dokumentationen. Er war Erzähl- und Rollenstimme in der R.SH-Radionovela Liebe im 1. Semester. In der Serie Die Letzten Helden hat er die Hauptrolle des Vertrauten Eye inne, eine weitere in Howard Phillips Lovecraft – Chroniken des Grauens als Marlowe.
Außerdem hört man von Nordhausens Stimme in einigen Shooter-Computerspielen, beispielsweise als James Bond im Videospiel Liebesgrüße aus Moskau (2005), als Irving Lambert, Direktor von „Third Echelon“, in Tom Clancy’s Splinter Cell: Double Agent (2006) oder auch als ranghöchster Operator der Delta Force, Deckname „Dusty“, in Medal of Honor: Warfighter (2012). Zudem vertonte er Mufasa in Kingdom Hearts II und den Erzähler in No one lives in heaven.
Engelbert von Nordhausen lebt in Kleinmachnow bei Berlin.

## Filmografie
- 1976: Verdunkelung (Fernsehfilm)
- 1977: Die Ratten (Fernsehfilm)
- 1979: Schattengrenze (Fernsehfilm)
- 1979: Die wunderbaren Jahre
- 1980: Berlin Alexanderplatz (Fernsehserie, Folge Eine Handvoll Menschen in der Tiefe der Stille) – Regie: Rainer Werner Fassbinder
- 1980: Fabian
- 1981: Nach Mitternacht
- 1981: Die Wildente (Fernsehfilm)
- 1983: Kommissariat 9 (Fernsehserie, Folge Videospiel) – Regie: Michael Mackenroth
- 1983: Kein Reihenhaus für Robin Hood (Fernsehfilm)
- 1985: Die Dame vom Palast Hotel
- 1989: Praxis Bülowbogen (Fernsehserie, Folge In letzter Sekunde) – Regie: Dietrich Haugk
- 1993: Schwarz Rot Gold (Fernsehserie, Folge Mafia polska) – Regie: Theo Mezger
- 2004: Elements (Kurzfilm)
- 2009: Résiste – Aufstand der Praktikanten
- 2011: Sommerlicht (Fernsehfilm)
- 2011: Im Fluss des Lebens (Fernsehfilm)
- 2012: Das Geheimnis von Schloss Balthasar, als Eurofant
- 2015: Das Zeitkarussell, als Eurofant

## Synchronrollen (Auswahl)
John Rhys-Davies
- 1985: als Dogati in Quatermain – Auf der Suche nach dem Schatz der Könige
- 1992: als Prof. George Challenger in Rückkehr in die verlorene Welt

Danny Glover
- 2004: als David Tapp in Saw
- 2010: als Marcus in Fünf Minarette in New York

G. W. Bailey
- 2005–2012: als Lieutenant Louie Provenza in The Closer
- 2012–2016: als Lieutenant Louie Provenza in Major Crimes 1.–4. Staffel

Michael Ironside
- 2006: als Seevis in Stargate – Kommando SG-1
- 2006: als Curt Monroe in Desperate Housewives

Reginald VelJohnson
- 2006: als Danny Small in Ghost Whisperer – Stimmen aus dem Jenseits
- 2013–2015: als Dash DeWitt in Hart of Dixie

Lennie James
- 2010–2018: als Morgan Jones in The Walking Dead
- 2018–2022: als Morgan Jones in Fear the Walking Dead

Gene Hackman
- 1986: als Coach Norman Dale in Freiwurf
- 1990: als Lowell Kolchek in Grüße aus Hollywood

Jim Carter
- 1998: als Ralph Bashford in Shakespeare in Love
- 2000: als Geiermeier in Der kleine Vampir
- 2000: als Boxtrainer in Billy Elliot – I Will Dance

Samuel L. Jackson
- 1995: als Zeus Carver in Stirb langsam: Jetzt erst recht
- 2000: als Elijah Price in Unbreakable – Unzerbrechlich
- 2000: als John Shaft in Shaft – Noch Fragen?
- 2002: als Augustus Gibbons in XXx – Triple X
- 2005: als Agent Augustus Gibbons in xXx 2 – The Next Level
- 2006: als Stimme Trailer in Liebe braucht keine Ferien
- 2007: als Gerald Olin in Zimmer 1408
- 2008: als Nick Fury in Iron Man
- 2008: als Roland in Jumper
- 2009: als Erzähler in Inglourious Basterds
- 2010: als Nick Fury in Iron Man 2
- 2011: als Nick Fury in Thor
- 2011: als Nick Fury in Captain America: The First Avenger
- 2011: als Louis Hinds in Soul Men
- 2012: als Nick Fury in Marvel’s The Avengers
- 2012: als Stephen in Django Unchained
- 2014: als Nick Fury in The Return of the First Avenger
- 2015: als Valentine in Kingsman: The Secret Service
- 2015: als Nick Fury in Avengers: Age of Ultron
- 2015: als Major Marquis „Der Kopfgeldjäger“ Warren in The Hateful Eight
- 2016: als Barron in Die Insel der besonderen Kinder
- 2017: als Augustus Gibbons in xXx: Die Rückkehr des Xander Cage
- 2017: als Lt.Col. Preston Packard in Kong: Skull Island
- 2017: als Darius Kincaid in Killer’s Bodyguard
- 2018: als Nick Fury in Avengers: Infinity War
- 2019: als Elijah Price in Glass
- 2019: als Nick Fury in Captain Marvel
- 2019: als Nick Fury in Spider-Man: Far From Home
- 2021, 2023: als Nick Fury in What If…?
- 2021: als Marcus Banks in Saw: Spiral
- 2021: als Darius Kincaid in Killer’s Bodyguard 2
- 2023: als Nick Fury in Secret Invasion
- 2023: als Nick Fury in The Marvels

### Filme
- 1985: Carl Weathers als Apollo Creed in Rocky IV
- 1987: Frank Langella als Skeletor in Masters of the Universe
- 1990: Raúl Juliá als Dr. Victor Frankenstein in Roger Cormans Frankenstein
- 1991: Richard White als Gaston in Die Schöne und das Biest
- 2003: Brian Cox als Col. William Stryker in X-Men 2
- 2006: Patrick Warburton als Ian in Jagdfieber
- 2008: Maddie Taylor als Ian in Jagdfieber 2
- 2008: Christopher McDonald als Lou Landers / Hourglass in Superhero Movie
- 2015: Brian Drummond als Ian in Jagdfieber 4: Ungebetene Besucher

### Serien
- 2005: Jonathan Adams als Dr. Daniel Goodman in Bones – Die Knochenjägerin
- 2019: Jim Conrad als Der Erste Spinjitzu-Meister (2. Stimme) in Ninjago
- seit 2022: Shin'ichiro Miki als Erzähler in Kuroko's Basketball

## Hörspiele (Auswahl)
- 2004: Ernest Tidyman: Shaft und das Drogenkartell – Regie: Annette Kurth (SWR)
- 2006: Ted Lewis: Schwere Körperverletzung – Regie: Annette Kurth (WDR)
- 2007: David Peace: 1974 – Regie: Annette Kurth (WDR)
- 2020: Robert Harris: Der zweite Schlaf (John Gann) – Regie: Leonhard Koppelmann (Hörspielbearbeitung – HR/Der Hörverlag)
- 2023: Joana Tischkau, Jan Gehmlich: Playblack Radio. Was ist eigentlich eine „schwarze Stimme“? (WDR)[3]